# Иргаклы (Ставропольский край)
Иргаклы́ — село в Степновском районе (муниципальном округе) Ставропольского края России.

## Этимология
Ойконим Иргаклы (ног. Ыргаклы) восходит к этнониму ыргаклы (от ыргак («крючок») и -лы; буквально: «[род], имеющий тамгу ыргак»).
Варианты названия
- Иргакли[4]

## География
Ближайшие сёла и хутора: на северо-западе — Кара-Тюбе, на северо-востоке — Новкус-Артезиан и Ямангой, на юго-востоке — Каясула и Зункарь.
Расстояние до краевого центра: 233 км.
Расстояние до районного центра: 16 км.

## История
Основано 24 октября 1871 года, по другим данным 3 октября 1870 года.
До 16 марта 2020 года село было административным центром упразднённого Иргаклинского сельсовета.
8 декабря 2020 года создан Иргаклинский территориальный отдел администрации Степновского муниципального округа.

## Население
| 1926 | 1989  | 2002  | 2010  | 2014  | 2021  |
| ---- | ----- | ----- | ----- | ----- | ----- |
| 1652 | ↗2943 | ↗3926 | ↗3965 | ↗4100 | ↘3876 |

Гендерный состав
По итогам переписи населения 2010 года проживали 1909 мужчин (48,15 %) и 2056 женщин (51,85 %).
Национальный состав
По итогам переписи населения 2010 года проживали следующие национальности (национальности менее 1 %, см. в сноске к строке «Другие»):
| Национальность | Численность | Процент |
| -------------- | ----------- | ------- |
| Ногайцы        | 1471        | 37,10   |
| Русские        | 1396        | 35,21   |
| Даргинцы       | 816         | 20,58   |
| Татары         | 79          | 1,99    |
| Армяне         | 44          | 1,11    |
| Кумыки         | 40          | 1,01    |
| Другие         | 119         | 3,00    |
| Итого          | 3965        | 100,00  |

## Инфраструктура
- Администрация Иргаклинского сельсовета[15]
- Библиотека. Открыта 27 мая 1947 года[16]
- Участковая больница[17]. Открыта 17 июня 1965 года[18]
- Культурно — досуговый центр[19]
- Дворец спорта[17]
- Стадион[17]

## Образование
- Детский сад № 2 «Чайка»[20]
- Средняя общеобразовательная школа № 2 имени Н. Д. Терещенко[21][22]

## Экономика
СПК колхоз «Иргаклинский». Образован 31 марта 1931 года как колхоз «Путь к коммунизму»

## Общественные организации
- Местная ногайская национально-культурная автономия Степновского муниципального района[23]

## Люди, связанные с селом
- Николай Дмитриевич Терещенко (1930—1989) — председатель колхоза «Путь к коммунизму» (село Иргаклы), Дважды Герой Социалистического Труда, похоронен в селе Иргаклы
- Александр Акимович Шиянов (1941—2017) — советский и российский государственный деятель, председатель Думы Ставропольского края (1997—2001), уроженец села[24].

## Памятники
- Братская могила советских воинов, погибших в борьбе с фашистами. 1942—1943, 1965 годы[25]
- Памятник В. И. Ленину. 1967 год[26]
- Памятник-бюст дважды Герою Социалистического Труда Николаю Дмитриевичу Терещенко (1930—1989)[27]

## Кладбища
В селе 2 кладбища:
- общественное открытое (примерно 1,5 км по направлению на восток), площадь участка 5494 м²;
- общественное закрытое (примерно 1,68 км по направлению на восток), площадь участка 32 133 м²[28].